# Liste der EU-Vogelschutzgebiete in Sachsen
Die Liste der Vogelschutzgebiete in Sachsen enthält alle nach der Richtlinie 79/409/EWG über die Erhaltung der wildlebenden Vogelarten sowie gemäß § 10 Abs. 6 des Bundesnaturschutzgesetzes durch den Freistaat Sachsen festgesetzten besonderen Schutzgebiete (BSG), kurz Vogelschutzgebiete genannt.
Der Freistaat Sachsen hat 77 Gebiete mit einer Gesamtfläche von 248.961 ha an die Europäische Union gemeldet. Das entspricht 13,5 % der Landesfläche.

## Hinweise zu den Angaben in der Tabelle
Es ist der Meldestand vom Oktober 2006 wiedergegeben (Meldung am 6. November 2006), ausgenommen beim SPA Nr. 83. Dort hat sich die Fläche aufgrund einer darstellungstechnisch begründeten Grenzanpassung um 4 ha verringert. Die Liste wurde im Februar 2019 aktualisiert.
Die ersten vier Ziffern der EU-Melde-Nr. entsprechen der Blattkennung der amtlichen topographischen Karte Deutschlands im Maßstab 1 : 25.000 (TK25) und verschlüsseln damit grob die Lage des jeweiligen Gebiets. Die Gebietsnamen und Meldenummern entsprechen den amtlichen Bezeichnungen.
- Gebietsname: Amtliche Bezeichnung des Schutzgebiets
- Bild/Commons: Bild und Link zu weiteren Bildern aus dem Schutzgebiet
- BfN-ID: Kennung des Schutzgebietes, vergeben durch das Bundesamt für Naturschutz
- WDPA-ID: Link zum Schutzgebiet in der World Database on Protected Areas
- EEA-ID: Link zum Schutzgebiet in der Datenbank der European Environment Agency (EEA)
- seit: Datum der Ausweisung als Schutzgebiet
- Lage: Geografischer Standort
- Kreis/Stadt: Landkreis oder Gemeinde, auf deren Gebiet sich das Schutzgebiet befindet
- Fläche: Gesamtfläche des Schutzgebiets in Hektar
- Bemerkungen: Besonderheiten und Anmerkungen

Bis auf die Spalte Lage sind alle Spalten sortierbar.

## Tabelle
| Gebietsname                                                 | Bild/Commons                                                  | BfN-ID   | WDPA-ID   | EEA-ID    | seit | Lage | Kreis/Stadt                                                            | Fläche ha | Bemerkungen |
| ----------------------------------------------------------- | ------------------------------------------------------------- | -------- | --------- | --------- | ---- | ---- | ---------------------------------------------------------------------- | --------- | ----------- |
| Agrarraum und Bergbaufolgelandschaft bei Delitzsch          |                                                               | 4439-452 | 555537512 | DE4439452 | 2001 | ⊙    | Landkreis Nordsachsen/Delitzsch                                        | 006406,64 |             |
| Bergbaufolgelandschaft bei Hoyerswerda                      |                                                               | 4450-451 | 555537516 | DE4450451 | 2007 | ⊙    | Landkreis Bautzen/Elsterheide                                          | 005075,07 |             |
| Bergbaufolgelandschaft Bockwitz                             | Bergbaufolgelandschaft Bockwitz                               | 4841-451 | 555537583 | DE4841451 | 2004 | ⊙    | Landkreis Leipzig/Borna                                                | 000820,25 |             |
| Bergbaufolgelandschaft Haselbach                            |                                                               | 4940-451 | 555537594 | DE4940451 | 2000 | ⊙    | Landkreis Leipzig/Regis-Breitingen                                     | 000155,90 |             |
| Bergbaufolgelandschaft Werben                               |                                                               | 4739-452 | 555537566 | DE4739452 | 2004 | ⊙    | Landkreis Leipzig/Pegau                                                | 000459,83 |             |
| Biosphärenreservat Oberlausitzer Heide- und Teichlandschaft |                                                               | 4552-451 | 555537533 | DE4552451 | 2007 | ⊙    | Landkreis Bautzen/Malschwitz                                           | 030059,29 |             |
| Dahlener Heide                                              | In der Dahlener Heide an der Hospitalhütte                    | 4543-451 | 555537527 | DE4543451 | 1992 | ⊙    | Landkreis Nordsachsen/Torgau                                           | 004234,90 |             |
| Doberschützer Wasser                                        |                                                               | 4651-451 | 555537554 | DE4651451 | 2007 | ⊙    | Landkreis Bautzen/Königswartha                                         | 002419,91 |             |
| Doras Ruh                                                   |                                                               | 4654-451 | 555537555 | DE4654451 | 2007 | ⊙    | Landkreis Görlitz/Niesky                                               | 000525,50 |             |
| Dübener Heide                                               | Typisches Landschaftsbild                                     | 4342-451 | 555537502 | DE4342451 | 2004 | ⊙    | Landkreis Wittenberg/Bad Schmiedeberg                                  | 009349,73 |             |
| Dubringer Moor                                              | Dubringer Moor                                                | 4550-451 | 555537531 | DE4550451 | 2007 | ⊙    | Landkreis Bautzen/Hoyerswerda                                          | 001848,91 |             |
| Elbaue und Teichgebiete bei Torgau                          |                                                               | 4342-452 | 555537503 | DE4342452 | 2001 | ⊙    | Landkreis Bautzen/Beilrode                                             | 012175,39 |             |
| Elbtal zwischen Schöna und Mühlberg                         |                                                               | 4545-452 | 555537529 | DE4545452 | 2007 | ⊙    |                                                                        | 006793,41 |             |
| Elsteraue bei Groitzsch                                     |                                                               | 4739-451 | 555537565 | DE4739451 | 2004 | ⊙    | Landkreis Leipzig/Zwenkau                                              | 000909,87 |             |
| Elstergebirge                                               |                                                               | 5640-451 | 555537692 | DE5640451 | 2004 | ⊙    | Vogtlandkreis/Bad Brambach                                             | 002416,90 |             |
| Elstersteilhänge nördlich Plauen                            |                                                               | 5338-451 | 555537653 | DE5338451 | 2004 | ⊙    | Vogtlandkreis/Pöhl                                                     | 000673,83 |             |
| Erzgebirgskamm bei Deutscheinsiedel                         |                                                               | 5247-452 | 555537636 | DE5247452 | 2004 | ⊙    | Landkreis Mittelsachsen/Neuhausen/Erzgeb.                              | 001617,03 |             |
| Erzgebirgskamm bei Satzung                                  |                                                               | 5345-452 | 555537657 | DE5345452 | 2007 | ⊙    | Erzgebirgskreis/Marienberg                                             | 004751,53 |             |
| Eschefelder Teiche                                          | Blick über den Großteich bei Eschefeld                        | 4941-451 | 555537595 | DE4941451 | 2000 | ⊙    | Landkreis Leipzig/Frohburg                                             | 000525,14 |             |
| Feldgebiete in der östlichen Oberlausitz                    |                                                               | 4753-451 | 555537573 | DE4753451 | 2007 | ⊙    | Landkreis Bautzen/Weißenberg                                           | 009421,68 |             |
| Fichtelberggebiet                                           | Flößerteich an der Vierenstraße am Fuß des Fichtelbergs       | 5543-451 | 555537685 | DE5543451 | 2006 | ⊙    | Erzgebirgskreis/Oberwiesenthal                                         | 002602,16 |             |
| Flöhatal                                                    |                                                               | 5144-451 | 555537619 | DE5144451 | 2004 | ⊙    | Erzgebirgskreis/Pockau-Lengefeld                                       | 001878,21 |             |
| Fürstenau                                                   |                                                               | 5248-451 | 555537637 | DE5248451 | 2007 | ⊙    | Landkreis Sächsische Schweiz-Osterzgebirge/Altenberg                   | 003387,34 |             |
| Geisingberg und Geisingwiesen                               | Geisingberg                                                   | 5248-452 | 555537638 | DE5248452 | 2007 | ⊙    | Landkreis Sächsische Schweiz-Osterzgebirge/Altenberg                   | 000347,26 |             |
| Geyersche Platte                                            | Der Greifenbach im Geyerschen Wald                            | 5343-451 | 555537654 | DE5343451 | 2004 | ⊙    | Erzgebirgskreis/Elterlein                                              | 002768,87 |             |
| Gohrischheide                                               |                                                               | 4545-451 | 555537528 | DE4545451 | 2007 | ⊙    | Landkreis Meißen/Zeithain                                              | 003361,56 |             |
| Goitzsche und Paupitzscher See                              | Goitzschesee mit Bernsteinvilla                               | 4439-451 | 555537511 | DE4439451 | 2001 | ⊙    | Landkreis Nordsachsen/Delitzsch                                        | 001324    |             |
| Großhartmannsdorfer Großteich                               | Unter Großhartmannsdorfer Teich                               | 5145-451 | 555537620 | DE5145451 | 2004 | ⊙    | Landkreis Mittelsachsen/Großhartmannsdorf                              | 000293,21 |             |
| Grünes Band                                                 |                                                               | 5537-452 | 555537684 | DE5537452 | 2006 | ⊙    | Vogtlandkreis/Triebes                                                  | 000732,91 |             |
| Hohwald und Valtenberg                                      |                                                               | 4951-451 | 555537597 | DE4951451 | 2007 | ⊙    | Landkreis Sächsische Schweiz/Neustadt in Sachsen                       | 000637,94 |             |
| Jeßnitz und Thury                                           |                                                               | 4650-452 | 555537553 | DE4650452 | 2007 | ⊙    | Landkreis Bautzen/Oßling                                               | 000303,96 |             |
| Kahleberg und Lugsteingebiet                                | Blick vom Geisingberg auf den Kahleberg                       | 5248-453 | 555537639 | DE5248453 | 2007 | ⊙    | Landkreis Sächsische Schweiz-Osterzgebirge/Altenberg                   | 000327,69 |             |
| Kämmereiforst und Leineaue                                  | Weitere Bilder                                                | 4440-451 | 555537513 | DE4440451 | 2007 | ⊙    | Landkreis Nordsachsen/Zschepplin                                       | 000962,92 |             |
| Kohrener Land                                               |                                                               | 4941-452 | 555537596 | DE4941452 | 2000 | ⊙    | Landkreis Leipzig/Frohburg                                             | 000964,15 |             |
| Königsbrücker Heide                                         | 1996 gebrochener Stauseedamm der Pulsnitz                     | 4648-451 | 555537549 | DE4648451 | 2007 | ⊙    | Landkreis Bautzen/Schwepnitz                                           | 006931,47 |             |
| Laubwaldgebiete östlich Leipzigs                            | Die Neiße am Übertritt von Tschechien nach Deutschland        | 4641-451 | 555537545 | DE4641451 | 1992 | ⊙    | Landkreis Leipzig/Trebsen/Mulde                                        | 004135,02 |             |
| Laußnitzer Heide                                            |                                                               | 4748-451 | 555537570 | DE4748451 | 2007 | ⊙    | Landkreis Bautzen/Ottendorf-Okrilla                                    | 001438,93 |             |
| Leipziger Auwald                                            | Bärlauchblüte im Connewitzer Holz                             | 4639-451 | 555537544 | DE4639451 | 2008 | ⊙    | Leipzig                                                                | 004952,41 |             |
| Limbacher Teiche                                            |                                                               | 5142-451 | 555537618 | DE5142451 | 2000 | ⊙    | Landkreis Zwickau/Limbach-Oberfrohna                                   | 000245,20 |             |
| Linkselbische Bachtäler                                     |                                                               | 4645-451 | 555537547 | DE4645451 | 2007 | ⊙    | Landkreis Meißen/Klipphausen                                           | 003031,59 |             |
| Linkselbische Fels- und Waldgebiete                         |                                                               | 5050-452 | 555537610 | DE5050452 | 2007 | ⊙    | Landkreis Sächsische Schweiz-Osterzgebirge/Königstein                  | 002471,61 |             |
| Lobstädter Lachen                                           |                                                               | 4840-451 | 555537581 | DE4840451 | 1992 | ⊙    | Landkreis Leipzig/Neukieritzsch                                        | 000178,48 |             |
| Mittelgebirgslandschaft östlich Annabergs                   |                                                               | 5344-451 | 555537655 | DE5344451 | 2001 | ⊙    | Erzgebirgskreis/Königswalde                                            | 001215,42 |             |
| Mittleres Rödertal                                          |                                                               | 4647-451 | 555537548 | DE4647451 | 2007 | ⊙    | Landkreis Meißen/Ebersbach                                             | 001941,53 |             |
| Moritzburger Kleinkuppenlandschaft                          | Moritzburger Kleinkuppenlandschaft bei Volkersdorf (Radeburg) | 4747-451 | 555537569 | DE4747451 | 2007 | ⊙    | Landkreis Meißen/Radeberg                                              | 003149,74 |             |
| Muskauer und Neustädter Heide                               | In Renaturierung befindliche Muskauer Heide                   | 4552-452 | 555537534 | DE4552452 | 2007 | ⊙    | Landkreis Görlitz/krauschwitz                                          | 014055,43 |             |
| Nationalpark Sächsische Schweiz                             |                                                               | 5050-451 | 555537609 | DE5050451 | 2007 | ⊙    | Landkreis Sächsische Schweiz-Osterzgebirge/Bad Schandau                | 009354,37 |             |
| Neißetal                                                    |                                                               | 4454-451 | 555537517 | DE4454451 | 2007 | ⊙    | Landkreis Görlitz/Görlitz                                              | 002373,13 |             |
| Osterzgebirgstäler                                          |                                                               | 5048-451 | 555537608 | DE5048451 | 1992 | ⊙    | Landkreis Sächsische Schweiz-Osterzgebirge/Bad Gottleuba-Berggießhübel | 004893,70 |             |
| Rückhaltebecken Stöhna                                      | weitere Bilder                                                | 4740-451 | 555537567 | DE4740451 | 2010 | ⊙    | Landkreis Leipzig/Rötha                                                | 000776,77 |             |
| Seußlitzer Elbhügelland und Golk                            |                                                               | 4746-451 | 555537568 | DE4746451 | 2007 | ⊙    | Landkreis Meißen/Diera-Zehren                                          | 000860,79 |             |
| Spannteich Knappenrode                                      |                                                               | 4551-451 | 555537532 | DE4551451 | 2007 | ⊙    | Landkreis Bautzen/Hoyerswerda                                          | 000315,09 |             |
| Speicherbecken Borna und Teichgebiet Haselbach              |                                                               | 4840-452 | 555537582 | DE4840452 | 2000 | ⊙    | Landkreis Leipzig/Borna                                                | 000633,32 |             |
| Spitzberg Wurzen                                            |                                                               | 4542-451 | 555537526 | DE4542451 | 2006 | ⊙    | Landkreis Leipzig/Wurzen                                               | 000225,96 |             |
| Spreeniederung Malschwitz                                   |                                                               | 4752-452 | 555537572 | DE4752452 | 2007 | ⊙    | Landkreis Bautzen/Großdubrau                                           | 001857,04 |             |
| Tal der Zwickauer Mulde                                     |                                                               | 4842-452 | 555537585 | DE4842452 | 2007 | ⊙    | Landkreis Mittelsachsen/Lunzenau                                       | 002724,38 |             |
| Täler in Mittelsachsen                                      |                                                               | 4842-451 | 555537584 | DE4842451 | 2007 | ⊙    | Landkreis Mittelsachsen/Striegistal                                    | 007194,30 |             |
| Talsperre Quitzdorf                                         |                                                               | 4754-451 | 555537574 | DE4754451 | 2007 | ⊙    | Landkreis Görlitz/Waldhufen                                            | 001581,14 |             |
| Teiche bei Zschorna                                         |                                                               | 4648-452 | 555537550 | DE4648452 | 2007 | ⊙    | Landkreis Meißen/Schönfeld, Thiendorf                                  | 001505,64 |             |
| Teiche nordwestlich Kamenz                                  |                                                               | 4649-451 | 555537551 | DE4649451 | 2007 | ⊙    | Landkreis Bautzen/Schwepnitz                                           | 000416,85 |             |
| Teiche und Wälder um Mückenhain                             |                                                               | 4655-451 | 555537556 | DE4655451 | 2007 | ⊙    | Landkreis Görlitz/Horka                                                | 000655,20 |             |
| Teiche zwischen Neschwitz und Lomske                        |                                                               | 4752-451 | 555537571 | DE4752451 | 2007 | ⊙    | Landkreis Bautzen/Radibor                                              | 000733,22 |             |
| Teichgebiet Biehla-Weißig                                   |                                                               | 4650-451 | 555537552 | DE4650451 | 2007 | ⊙    | Landkreis Bautzen/Bernsdorf                                            | 000963,44 |             |
| Teichgebiete Niederspree-Hammerstadt                        | weitere Bilder                                                | 4554-451 | 555537535 | DE4554451 | 2007 | ⊙    | Landkreis Görlitz                                                      | 002846,20 |             |
| Unteres Rödertal                                            |                                                               | 4546-451 | 555537530 | DE4546451 | 2007 | ⊙    | Landkreis Meißen/Röderaue                                              | 007947,44 |             |
| Vereinigte Mulde                                            |                                                               | 4340-451 | 555537501 | DE4340451 | 2007 | ⊙    | Landkreis Nordsachsen/Eilenburg                                        | 010209,78 |             |
| Vogtländische Pöhle und Täler                               |                                                               | 5537-451 | 555537683 | DE5537451 | 1992 | ⊙    | Vogtlandkreis/Weischlitz                                               | 001844,59 |             |
| Wälder bei Olbernhau                                        |                                                               | 5345-451 | 555537656 | DE5345451 | 2007 | ⊙    | Erzgebirgskreis/Olbernhau                                              | 001139,79 |             |
| Waldgebiete bei Holzhau                                     |                                                               | 5247-451 | 555537635 | DE5247451 | 2004 | ⊙    | Landkreis Mittelsachsen/Rechenberg-Bienenmühle                         | 001546,35 |             |
| Weicholdswald                                               |                                                               | 5148-451 | 555537621 | DE5148451 | 2007 | ⊙    | Landkreis Sächsische Schweiz-Osterzgebirge/Altenberg                   | 000276,71 |             |
| Weidenteich und Syrau-Kauschwitzer Heide                    |                                                               | 5438-451 | 555537670 | DE5438451 | 1992 | ⊙    | Vogtlandkreis/Plauen + Rosenbach/Vogtl.                                | 000953,93 |             |
| Weißeritztäler                                              |                                                               | 5047-451 | 555537607 | DE5047451 | 2004 | ⊙    | Landkreis Sächsische Schweiz-Osterzgebirge/Rabenau                     | 003301,54 |             |
| Wermsdorfer Teich- und Waldgebiet                           |                                                               | 4642-451 | 555537546 | DE4642451 | 2007 | ⊙    | Landkreis Nordsachsen/Wermsdorf                                        | 006787,24 |             |
| Westerzgebirge                                              |                                                               | 5441-451 | 555537671 | DE5441451 | 1992 | ⊙    | Erzgebirgskreis/Eibenstock                                             | 006654,67 |             |
| Wisentatal bei Mühltroff                                    |                                                               | 5437-451 | 555537669 | DE5437451 | 2004 | ⊙    | Vogtlandkreis/Pausa-Mühltroff                                          | 000750,04 |             |
| Zittauer Gebirge                                            |                                                               | 5153-451 | 555537622 | DE5153451 | 2007 | ⊙    | Landkreis Görlitz/Oybin                                                | 002199,39 |             |
| Zschopautal                                                 |                                                               | 5244-451 | 555537634 | DE5244451 | 2001 | ⊙    | Erzgebirgskreis/Großolbersdorf                                         | 001159,19 |             |